# Karin Wolf (Musikerin)
Karin Wolf ist eine deutsche Bratschistin und Musikpädagogin.
Wolf studierte zunächst Musikwissenschaft, Philosophie und Germanistik, danach Violine an der Musikhochschule Köln. Nach Abschluss des Violinstudiums studierte sie Bratsche bei Max Rostal in Bern und bei Bruno Giuranna in Berlin. Sie trat als Solistin und bei Kammermusikfestivals in Europa, Asien, Afrika und den USA auf und arbeitete u. a. mit Matthias Kirschnereit, Wolfgang Meyer, den Mitgliedern des Amadeus-Quartetts und des Melos Quartetts auf. 
1985 zählte sie zu den Gründungsmitgliedern des Verdi-Quartetts, mit dem sie international auftritt und zahlreiche CDs produzierte, darunter sämtliche Streichquartette Franz Schuberts und eine Gesamtaufnahme der Kammermusik für Streicher von Johannes Brahms (2010). 
2003 wurde sie Professorin für Bratsche und Kammermusik an der Hochschule für Musik und Theater Rostock, 2009 an der Hochschule für Musik und Darstellende Kunst Mannheim.

## Weblink
- Homepage von Karin Wolf